# Lassen Peak
Lassen Peak (ook Mount Lassen) is een 3181 meter hoge kegelvulkaan in het noorden van de Amerikaanse staat Californië. Het is de meest zuidelijke actieve vulkaan in het Cascadegebergte. Lassen Peak ligt in Lassen Volcanic National Park en rijst meer dan 600 meter uit boven het omliggende terrein. Met die prominentie en met een volume van een 2,5 km3 is het een van de grootste lavakoepels ter wereld.
Op 22 mei 1915 vond er een krachtige en explosieve eruptie plaats in Lassen Peak, die veel van het omliggende landschap verwoestte. Er daalde vulkanische regen neer tot wel 300 km ten oosten van Lassen Peak. Het was de sterkste explosie in een reeks van uitbarstingen van 1914 tot 1917. De amateurfotograaf Benjamin Franklin Loomis heeft verschillende van die erupties op de gevoelige plaat vastgelegd en heeft bovendien een cruciale rol gespeeld in het tot stand komen van het nationaal park in 1916. Het park werd opgericht om de toenmalige, verwoeste natuur te bewaren voor toekomstig onderzoek en observatie, alsook om de andere vulkanen in de buurt te beschermen.

## Fotogalerij

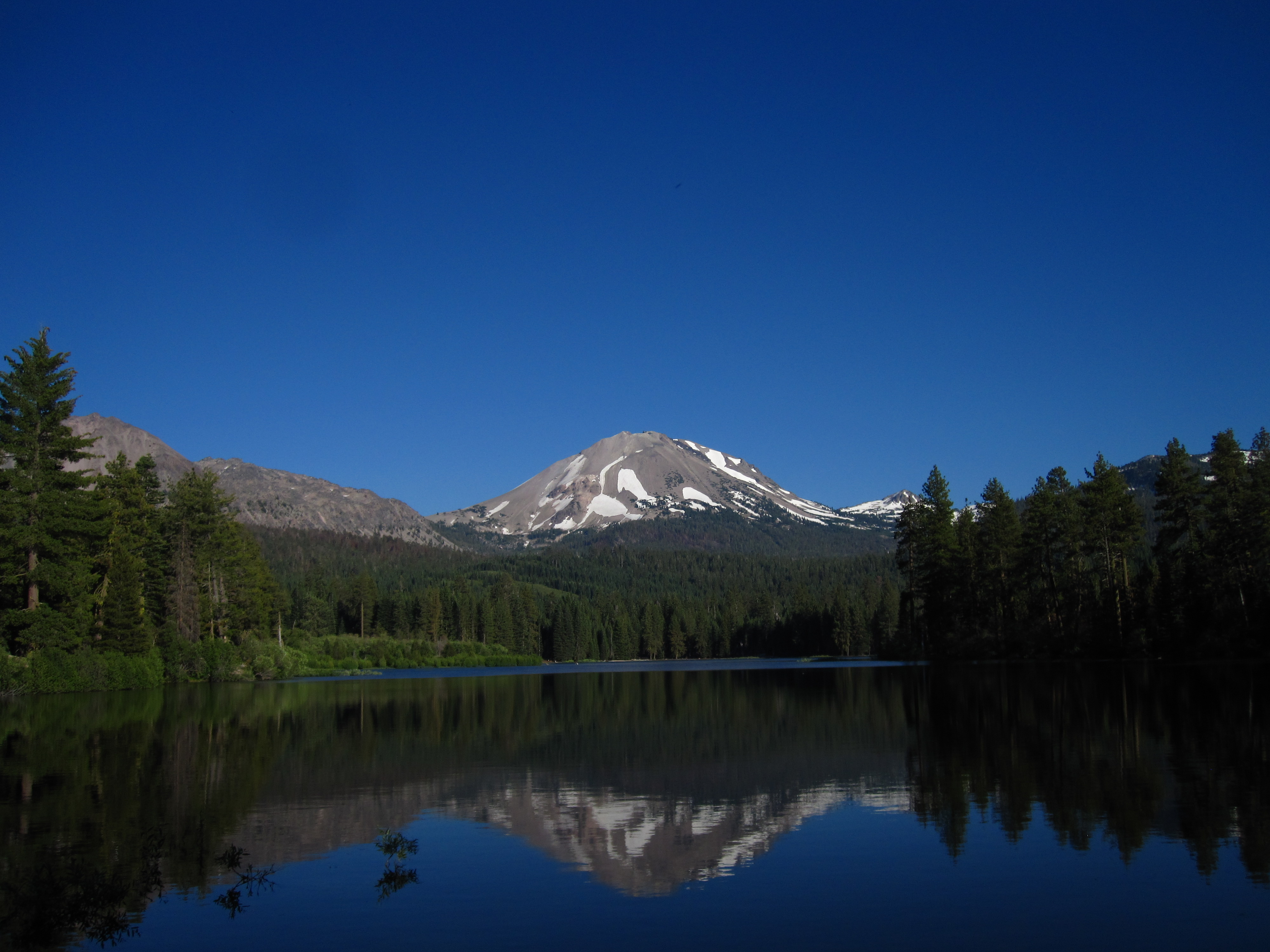
Lassen Peak en Manzanita Lake
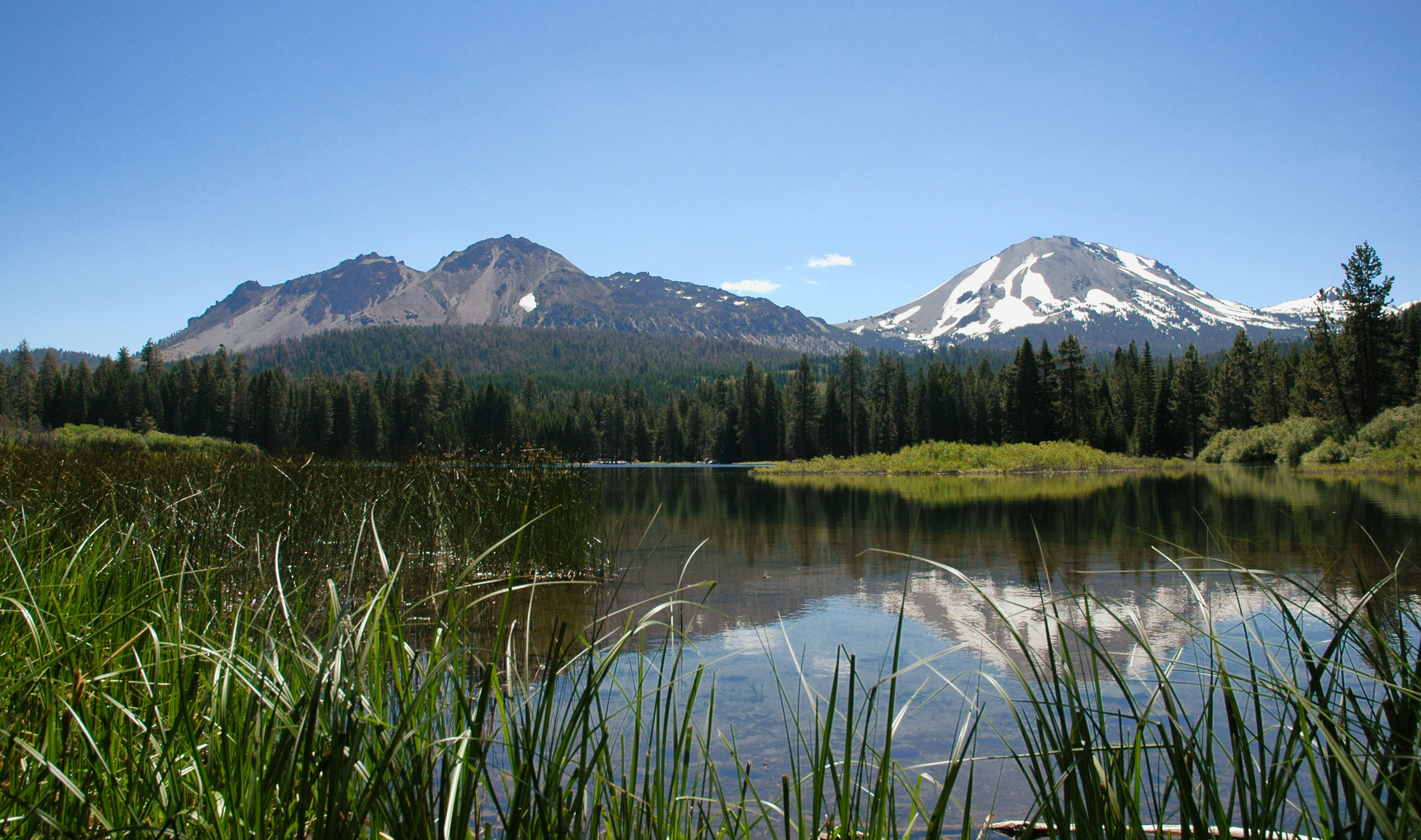
Chaos Crags en Lassen Peak gezien vanop de oever van Manzanita Lake
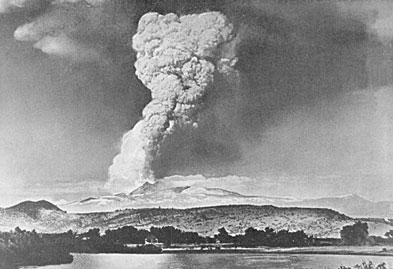
De uitbarsting van 22 mei 1915 werd meer dan 200 km verderop waargenomen
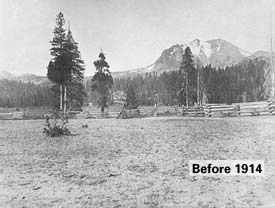
Lassen Peak voor 1914 en voor de erupties
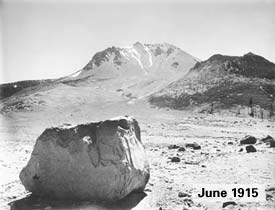
De bergtop in 1915